# Накая, Рики
Рики Накая (яп. 中矢　力, 25 июля 1989, Мацуяма) — японский дзюдоист лёгкой весовой категории, выступает за сборную Японии с 2010 года. Серебряный призёр летних Олимпийских игр в Лондоне, двукратный чемпион мира, серебряный призёр чемпионата Азии, победитель многих турниров национального и международного значения.

## Биография
Рики Накая родился 25 июля 1989 года в городе Мацуяма префектуры Эхиме. Впервые заявил о себе в сезоне 2007 года, выиграв молодёжный международный турнир класса «А» в Санкт-Петербурге и став серебряным призёром на молодёжном азиатском первенстве в Хайдарабаде. Год спустя получил бронзу на молодёжном чемпионате мира в Бангкоке, ещё через год удачно дебютировал на этапе Кубка мира в Вене, выиграв там бронзовую медаль.
Первого серьёзного успеха на взрослом международном уровне добился в 2011 году, когда попал в основной состав японской национальной сборной и побывал на чемпионате Азии в Абу-Даби, откуда привёз награду серебряного достоинства, выигранную в зачёте лёгкого веса — в решающем поединке потерпел поражение от корейца Ван Ги Чхуна. Кроме того, в этом сезоне одержал победу на чемпионате мира в Париже, где, в частности, победил в финале голландца Декса Эльмонта.
Благодаря череде удачных выступлений Накая удостоился права защищать честь страны на летних Олимпийских играх 2012 года в Лондоне. На пути к финалу в лёгкой весовой категории взял верх над всеми четырьмя соперниками, в том числе одолел таджика Расула Бокиева в четвертьфинале и голландца Эльмонта в полуфинале. В главном поединке, тем не менее, проиграл россиянину Мансуру Исаеву и вынужден был довольствоваться серебряной олимпийской медалью.
После лондонской Олимпиады Рики Накая остался в основном составе дзюдоистской команды Японии и продолжил принимать участие в крупнейших международных турнирах. Так, в 2013 году он выступил на мировом первенстве Рио-де-Жанейро, хотя попасть в число призёров не смог — победил только троих соперников, а в четвёртом поединке проиграл монголу Сайнжаргалыну Ням-Очиру и расположился таким образом в итоговом протоколе лишь на седьмой строке. В следующем сезоне реабилитировался, в лёгком весе был лучшим на чемпионате мира в Челябинске. Год спустя на мировом первенстве в Астане добавил в послужной список серебряную медаль — в решающем поединке потерпел поражение от соотечественника Сохэя Оно. Помимо этого, стал здесь чемпионом в командной дисциплине.